# مقاطعة ماريون (تينيسي)
مقاطعة ماريون هي مقاطعة في تينيسي، بلغ عدد سكانها 28٬237  نسمة، في 2010، عاصمتها جاسبر، تبلغ مساحتها 1٬327 كيلومتر مربع.

## الموقع
تشترك في الحدود مع:
- مقاطعة سيكواتشي (تينيسي)
- مقاطعة جاكسون
- مقاطعة ديد.

## التقسيمات الإدارية
- جاسبر.